# Ким Иль Гён
Ким Иль Гён (кор. 김일경, род. 27 июля 2003 года) — северокорейская тяжелоатлетка. Чемпионка мира 2024 года. Победительница Азиатских игр 2022 года в весовой категории до 59 кг. Мировая рекордсменка в рывке.

## Карьера
В 2017 году на чемпионате мира среди юношей и девушек в Бангкоке, северокорейская тяжелоатлетка завоевала серебряную медаль в весовой категории до 53 кг с результатом 188 кг в сумме двоеборья. В 2018 году перешла на весовую категорию до 58 кг. В апреле 2018 года участвовала на Чемпионате Азии среди юниоров и завоевала золотую медаль с результатом 208 кг в сумме двоеборья. На Азиатских играх 2022 года завоевала золотую медаль с результатом 246 кг в сумме двоеборья побив мировой рекорд в рывке и юниорские мировые рекорды в толчке и в сумме двоеборья.
На чемпионате мира 2024 года, который состоялся в Бахрейне, корейская спортсменка завоевала золотую медаль в категории до 59 кг с результатом 249 кг по сумме двух упражнений. В упражнениях рывок и толчок она завоевала две малые золотые медали и установила два мировых рекорда.

## Спортивные результаты
| Год                                    | Место проведения   | Вес             | Рывок (кг)      | Рывок (кг)      | Рывок (кг)      | Рывок (кг)      | Толчок (кг)     | Толчок (кг)     | Толчок (кг)     | Толчок (кг)     | Сумма           | Место           |
| Год                                    | Место проведения   | Вес             | 1               | 2               | 3               | Место           | 1               | 2               | 3               | Место           | Сумма           | Место           |
| Чемпионаты мира                        | Чемпионаты мира    | Чемпионаты мира | Чемпионаты мира | Чемпионаты мира | Чемпионаты мира | Чемпионаты мира | Чемпионаты мира | Чемпионаты мира | Чемпионаты мира | Чемпионаты мира | Чемпионаты мира | Чемпионаты мира |
| -------------------------------------- | ------------------ | --------------- | --------------- | --------------- | --------------- | --------------- | --------------- | --------------- | --------------- | --------------- | --------------- | --------------- |
| 2024                                   | Манама, Бахрейн    | 59 кг           | 103             | 106             | 108             | 1               | 130             | 134             | 141             | 1               | 249             | 1               |
| Азиатские игры                         |                    |                 |                 |                 |                 |                 |                 |                 |                 |                 |                 |                 |
| 2022                                   | Ханчжоу, Китай     | 59 кг           | 103             | 107             | 111             | 1               | 127             | 132             | 135             | 1               | 246             | 1               |
| Чемпионаты Азии среди юниоров          |                    |                 |                 |                 |                 |                 |                 |                 |                 |                 |                 |                 |
| 2018                                   | Ургенч, Узбекистан | 58 кг           | 83              | 87              | 91              | 1               | 110             | 117             | 121             | 1               | 208             | 1               |
| 2019                                   | Пхеньян, КНДР      | 59 кг           | 93              | 97              | 99              | 1               | 117             | 125             | 129             | 1               | 228             | 1               |
| Чемпионаты мира среди юношей и девушек |                    |                 |                 |                 |                 |                 |                 |                 |                 |                 |                 |                 |
| 2017                                   | Бангкок, Таиланд   | 53 кг           | 78              | 81              | 85              | 4               | 101             | 104             | 107             | 1               | 188             | 2               |

## Примечание
1. ↑  Тяжелоатлетка из КНДР установила два мировых рекорда на чемпионате мира в Бахрейне. matchtv (9 декабря 2024). Дата обращения: 10 декабря 2024.